# Appareil électronique de faible puissance
Un appareil électronique de faible puissance est un appareil électronique qui a été conçu pour utiliser peu de puissance électrique, par exemple un ultraportable.

## Histoire

### Montre
Les premières tentatives de réduction de la quantité d'énergie requise par un dispositif électronique ont été liées au développement de la montre-bracelet. Les montres électroniques ont besoin d'électricité comme source d'énergie, et certains mouvements mécaniques et mouvements électromécaniques hybrides ont également besoin d'électricité. La première utilisation de l'énergie électrique dans les montres a consisté à remplacer le ressort moteur, afin de supprimer la nécessité de remonter le mécanisme. La première montre à alimentation électrique, la Hamilton Electric 500, a été lancée en 1957 par la Hamilton Watch Company de Lancaster, en Pennsylvanie.
Les premières montres-bracelets à quartz ont été fabriquées en 1976, avec des aiguilles analogiques pour afficher l'heure.
La première montre électronique numérique était un prototype Pulsar LED produit en 1970. Les montres numériques à diodes électroluminescentes étaient très chères et hors de portée du consommateur ordinaire jusqu'en 1975, lorsque Texas Instruments a commencé à produire en masse des montres à diodes électroluminescentes dans un boîtier en plastique.
La plupart des montres dotées d'un affichage à diodes électroluminescentes (LED) nécessitaient que l'utilisateur appuie sur un bouton pour voir l'heure s'afficher pendant quelques secondes, car les LED consommaient tellement d'énergie qu'elles ne pouvaient pas fonctionner en continu. Les montres à affichage LED ont été populaires pendant quelques années, mais elles ont rapidement été remplacées par des écrans à cristaux liquides (LCD), qui consommaient moins de piles et étaient beaucoup plus pratiques à utiliser, l'écran étant toujours visible et il n'était pas nécessaire d'appuyer sur un bouton avant de voir l'heure. Ce n'est que dans l'obscurité qu'il fallait appuyer sur un bouton pour éclairer l'écran à l'aide d'une minuscule ampoule, plus tard des LED lumineuses.
La plupart des montres électroniques actuelles utilisent des oscillateurs à quartz de 32 kHz.

### Ordinateur portable
Lorsque les ordinateurs personnels ont été développés, la consommation d'énergie n'était pas un problème. Cependant, avec le développement des ordinateurs portables, l'obligation de faire fonctionner un ordinateur sur une batterie a nécessité la recherche d'un compromis entre la puissance de calcul et la consommation d'énergie. À l'origine, la plupart des processeurs faisaient fonctionner le noyau et les circuits d'E/S à 5 volts, comme l'Intel 8088 utilisé par le premier Compaq Portable. Elle a ensuite été réduite à 3,5, 3,3 et 2,5 volts pour réduire la consommation d'énergie. Par exemple, la tension du noyau du Pentium P5 est passée de 5V en 1993 à 2,5V en 1997.
Une tension plus faible se traduit par une consommation d'énergie globale plus faible, ce qui rend un système moins coûteux à faire fonctionner sur toute technologie de batterie existante et capable de fonctionner plus longtemps. Ceci est d'une importance cruciale pour les systèmes portables ou mobiles. L'accent mis sur le fonctionnement sur batterie a été à l'origine de nombreuses avancées dans la réduction de la tension du processeur, car cela a un effet significatif sur l'autonomie de la batterie. Le deuxième avantage majeur est qu'avec moins de tension et donc moins de consommation d'énergie, il y aura moins de chaleur produite. Les processeurs qui fonctionnent plus froidement peuvent être intégrés dans des systèmes plus compacts et dureront plus longtemps. Le troisième avantage majeur est qu'un processeur plus froid et consommant moins d'énergie peut fonctionner plus rapidement. L'abaissement de la tension a été l'un des facteurs clés permettant à la fréquence d'horloge des processeurs d'être de plus en plus élevée.

## Électronique

### Éléments de calcul
La densité et la vitesse des éléments de calcul à circuits intégrés ont augmenté de manière exponentielle depuis plusieurs décennies, suivant une tendance décrite par la loi de Moore. S'il est généralement admis que cette tendance à l'amélioration exponentielle prendra fin, on ne sait pas exactement à quel point les circuits intégrés seront denses et rapides lorsque ce point sera atteint. Des dispositifs fonctionnels ont été démontrés, fabriqués avec une longueur de canal de transistor MOSFET de 6,3 nanomètres en utilisant des matériaux semi-conducteurs conventionnels, et des dispositifs ont été construits en utilisant des nanotubes de carbone comme portes de MOSFET, ce qui donne une longueur de canal d'environ un nanomètre. La densité et la puissance de calcul des circuits intégrés sont principalement limitées par des problèmes de dissipation de l'énergie.
La consommation électrique globale d'un nouvel ordinateur personnel augmente d'environ 22 % par an. Cette augmentation de la consommation intervient alors même que l'énergie consommée par une seule porte logique CMOS pour changer d'état a diminué de façon exponentielle selon la loi de Moore, en vertu du rétrécissement.
Une puce de circuit intégré contient de nombreuses charges capacitives, formées à la fois intentionnellement (comme la capacité porte-canal) et involontairement (entre des conducteurs proches les uns des autres mais non connectés électriquement). La modification de l'état du circuit entraîne un changement de la tension aux bornes de ces capacités parasites, ce qui implique une modification de la quantité d'énergie stockée. Lorsque les charges capacitives sont chargées et déchargées par des dispositifs résistifs, une quantité d'énergie comparable à celle stockée dans le condensateur est dissipée sous forme de chaleur :
{\displaystyle E_{\mathrm {stored} }={1 \over 2}CU^{2}}
L'effet de la dissipation thermique sur le changement d'état est de limiter la quantité de calcul qui peut être effectuée dans un budget énergétique donné. Bien que le rétrécissement des dispositifs puisse réduire certaines capacités parasites, le nombre de dispositifs sur une puce de circuit intégré a augmenté plus que suffisamment pour compenser la réduction de la capacité dans chaque dispositif individuel. Certains circuits la logique dynamique, par exemple ont besoin d'une fréquence d'horloge minimale pour fonctionner correctement, gaspillant ainsi de la « puissance dynamique » même lorsqu'ils n'effectuent pas de calculs utiles. D'autres circuits dont le plus connu est le RCA 1802, mais aussi plusieurs puces ultérieures telles que le WDC 65C02, le Intel 80C85, le Freescale 68HC11 et d'autres puces CMOS utilisent une « logique entièrement statique » qui n'a pas de fréquence d'horloge minimale, mais qui peut « arrêter l'horloge » et conserver son état indéfiniment.
Au fur et à mesure que les dimensions des circuits diminuent, le courant de drain sous-seuil devient plus important. Ce courant de fuite entraîne une consommation d'énergie, même lorsqu'il n'y a pas de commutation (consommation statique). Dans les puces modernes, ce courant représente généralement la moitié de la puissance consommée par le circuit intégré,.

### Réduction des pertes de puissance
Les pertes dues aux fuites sous le seuil peuvent être réduites en augmentant la tension de seuil et en diminuant la tension d'alimentation. Ces deux changements ralentissent considérablement le circuit. Pour résoudre ce problème, certains circuits modernes à faible consommation utilisent des tensions d'alimentation doubles pour améliorer la vitesse sur les chemins critiques du circuit et réduire la consommation d'énergie sur les chemins non critiques. Certains circuits utilisent même des transistors différents (avec des tensions de seuil différentes) dans différentes parties du circuit, dans le but de réduire davantage la consommation d'énergie sans perte de performance significative.
Une autre méthode utilisée pour réduire la consommation d'énergie est le « power gating »: l'utilisation de transistors de sommeil (pMOS ou nMOS) pour désactiver des blocs entiers lorsqu'ils ne sont pas utilisés. Les systèmes qui restent en sommeil pendant de longues périodes et qui se « réveillent » pour effectuer une activité périodique se trouvent souvent dans un endroit isolé pour surveiller une activité. Ces systèmes sont généralement alimentés par des piles ou par l'énergie solaire, et la réduction de la consommation d'énergie est donc un problème de conception essentiel pour ces systèmes. En arrêtant un bloc fonctionnel mais fuyant jusqu'à ce qu'il soit utilisé, le courant de fuite peut être réduit de manière significative. Pour certains systèmes embarqués qui ne fonctionnent que pendant de courtes périodes, cela peut réduire considérablement la consommation d'énergie.
Deux autres approches existent également pour réduire la surcharge de puissance des changements d'état. La première consiste à réduire la tension de fonctionnement du circuit, comme dans une unité centrale à double tension, ou à réduire le changement de tension impliqué dans un changement d'état (en effectuant un changement d'état uniquement, en modifiant la tension du nœud par une fraction de la tension d'alimentation, low Voltage Differential Signaling, par exemple). Cette approche est limitée par le bruit thermique dans le circuit. Il existe une tension caractéristique (proportionnelle à la température du dispositif et à la constante de Boltzmann), que la tension de commutation d'état doit dépasser pour que le circuit soit résistant au bruit. Cette tension est généralement de l'ordre de 50-100 mV, pour des dispositifs dont la température externe est de 100 degrés Celsius (environ 4 kT, où T est la température interne du dispositif en Kelvins et k la constante de Boltzmann).
La deuxième approche consiste à essayer de fournir une charge aux charges capacitives par des chemins qui ne sont pas principalement résistifs. C'est le principe des circuits adiabatiques. La charge est fournie soit par une alimentation inductive à tension variable, soit par d'autres éléments dans un circuit logique réversible. Dans les deux cas, le transfert de charge doit être principalement régulé par la charge non résistive. En règle générale, cela signifie que la vitesse de changement d'un signal doit être plus lente que celle dictée par la constante de temps RC du circuit piloté. En d'autres termes, le prix de la réduction de la consommation d'énergie par unité de calcul est une réduction de la vitesse absolue de calcul. En pratique, bien que des circuits adiabatiques aient été construits, il leur a été difficile de réduire substantiellement la puissance de calcul dans les circuits pratiques.
Enfin, il existe plusieurs techniques pour réduire le nombre de changements d'état associés à un calcul donné. Pour les circuits logiques cadencés, on utilise la technique du « clock gating », pour éviter de changer l'état des blocs fonctionnels qui ne sont pas nécessaires à une opération donnée. Une alternative plus extrême est l'approche de la logique asynchrone qui implémente les circuits de telle manière qu'une horloge spécifique fournie par l'extérieur n'est pas nécessaire.

### Éléments de transmission sans fil
Il existe diverses techniques permettant de réduire la quantité d'énergie de la batterie nécessaire pour obtenir le débit souhaité pour les transmission sans fil. Certains réseaux maillés sans fil utilisent des techniques de diffusion "intelligentes" à faible consommation qui réduisent la puissance de la batterie nécessaire à la transmission. Cela peut être réalisé en utilisant des protocoles conscients de la puissance et des systèmes de contrôle de la puissance communs.

### Coûts
En 2007, environ 10 % du budget informatique moyen était consacré à l'énergie, et les coûts énergétiques de l'informatique devraient atteindre 50 % d'ici 2010.